# اس‌اس پفالز (۱۹۱۳)
اس‌اس پفالز (به انگلیسی: SS Pfalz) یک کشتی بخار باری ۶۵۵۷ تنی به طول ۴۷۲٫۶ فوت (۱۴۴٫۰ متر) بود که در سال ۱۹۱۳ ساخته شد و توسط شرکت کشتیرانی آلمانی نورددویچر لوید اداره می‌شد. این کشتی بلافاصله پس از خروج از بندر ملبورن در استرالیا، هدف اولین شلیک نیروهای استرالیایی در جنگ جهانی اول قرار گرفت.